# Corazón Serrano
Corazón Serrano es una agrupación musical de cumbia peruana fundada el 24 de febrero de 1993 en el centro poblado de Bellavista de Cachiaco, en el distrito de Pacaipampa, provincia de Ayabaca, Piura, Perú, dirigida por los hermanos Guerrero Neyra.
Al año 2025, las vocalistas principales son Yrma Guerrero, Lesly Águila, Susana Alvarado, Ana Lucia Urbina, Kiara Lozano, Milagros Díaz, Briela Cirilo y Cielo Fernández. Cuenta, además, con Edwin Guerrero como vocalista, director y productor general de la agrupación, y Dani Daniel en la animación. Por parte de equipo musical, participan Dany Morales (percusionista), Jhon Chumo (percusionista), Pedro Arroyo (bajista), Jorge León (percusionista), Alexander Hurtado (guitarrista), Frank Pasapera (pianista y acordeonista) y Henry Patiño (pianista).
Con una formación iniciada por los hermanos Lorenzo y Edwin Guerrero, se incluyeron las voces de Yrma y Edita, desarrollaron su carrera en el norte del Perú a partir de 1994. Sin embargo, no fue hasta 2010 que se establecieron como agrupación con ascenso constante al adoptar estilos de otros países como Ecuador y Colombia, en que artistas como Lucho Paz catalogaron como su mejor momento. Después del ingreso de Lesly Águila y el éxito del tema «Tu ausencia», canción que primeramente se estimó ser grabada en versión masculina, bajo la voz de Renzo Palacios, para luego caer en manos de Lesly Águila, lograron un mayor alcance de popularidad en Lima y en la mayor parte del Perú. A partir de ahí, con el ingreso de su primera voz Thamara Gómez en el año 2011 y Estrella Torres en el año 2013, la orquesta estrenó sus éxitos musicales: «Díganle» y «Cómo se olvida», en la voz de Thamara, «Vete», en la voz de Lesly y «Cuatro mentiras», en la voz de Estrella.
A finales de 2013, lograron la consolidación comercial, en la que Yrma Guerrero, Lesly Águila, Thamara Gómez y Estrella Torres fueron las vocalistas principales. Durante los años 2010, Corazón Serrano mantuvo su estado activo pese al fallecimiento de su mayor integrante Edita Guerrero a inicios del 2014. Adicionalmente surgieron carreras independientes de sus integrantes, Lesly Águila, anunció su retiro a inicios de noviembre de 2014, y a mediados de abril de 2015 Estrella Torres también se retira del grupo para formar Puro Sentimiento al año siguiente. Luego de la salida de dos de las cuatro voces representativas de Corazón Serrano a inicios de febrero de 2016, Thamara Gómez también anunció su retiro de la agrupación.
En el año 2018, la agrupación extiende la cantidad de vocalistas mujeres a seis, incluyendo el retorno de Lesly Águila, tras casi cuatro años de haberse retirado. Desde entonces ganó presencia en países vecinos como Bolivia y Ecuador. Al año 2024, con el ingreso de Briela Cirilo y Milagros Díaz, y al año siguiente Cielo Fernández, la agrupación liderada por Edwin Guerrero consta de 8 voces femeninas incluyendo a las otras cantantes nuevas Susana Alvarado y Kiara Lozano.
A raíz del éxito, Lorenzo Guerrero, el mayor de los hermanos, formaliza su nueva agrupación El Encanto de Corazón, perteneciente a la familia Guerrero Neira, del conglomerado de Corazón Serrano y creada en 2015. A diferencia de Corazón Serrano, el grupo musical hermano cuenta con algunas exintegrantes de la agrupación original. En la actualidad, Melanie Guerrero, hija de Lorenzo, forma parte de los miembros principales de esta agrupación.

## Historia
La orquesta nació el 2 de febrero de 1993 en Pacaipampa, en la provincia de Ayabaca. Originalmente se llamaba Los Hermanos Guerrero Neyra, y estaba formada por los hermanos: Lorenzo, Floro, Noemí, Fredy, Yrma, Edwin, Edita y Leodan.
Inicialmente, Edwin era el cantante, y Lorenzo la primera guitarra, cuyas canciones originalmente dedicaban a la cumbia sanjuanera, se ganaban la vida en diversos locales, peñas y fiestas de Piura, realizando una fusión entre la Cumbia norteña y los sanjuanitos, pues la influencia de la musica ecuatoriana era considerable en los distritos del Norte, como Piura. Luego entró Yrma, su primera voz femenina.
Con el paso del tiempo, la agrupación se transformó en una con fuerte presencia femenina en sus presentaciones, en las que algunas de sus integrantes suelen llevar vestuario con brillantinas, aunque en ocasiones también visten de forma formal.

### 1996-2000: Formación y primeros años

#### 1996:Alitas quebradas, el despegue
Los Hermanos Guerrero Neyra emigraron a la ciudad de Piura con la esperanza de que en la capital departamental se escuchara su música. Dicho lugar, en el barrio Micaela Bastidas, sería posteriormente su estudio musical hasta su mudanza a Lima. En 1996 lanzaron el cover «Alitas quebradas», interpretada por Yrma y Edita Guerrero, convirtiéndola en uno de los grandes éxitos y posicionándola en el número uno del ranquin tropical del país. Tiempo antes presentaron el disco Corazón Serrano, cambiando con él el nombre de la agrupación. En una de las cartas enviadas por la familia Guerrero describe una de la razones del cambio:

Los peruanos poco a poco entendieron que nuestro país es multicultural y que la riqueza nacional radica en que somos fruto de muchas razas y de todas las sangres. Así, Edita se hizo de un lugar honesto en las preferencias de un pueblo que empezó a valorar el ímpetu serrano, pero también el selvático y el costeño. En el imaginario de la sociedad se suele pensar que la cumbia en general, y la cumbia sanjuanera en particular, son muestras artísticas del Perú profundo.
 

#### 1997: Primer concierto en Lima
Lorenzo Guerrero le pidió a Zózimo Franco Valverde realizar un evento para poder ingresar al difícil mercado limeño y así ocurrió. En el salón imperial del Jr. Cailloma 824 del Centro de Lima, la agrupación piurana tuvo su primer concierto. De aquellos tiempos, Zózimo recuerda que Edita a sus 14 años era «muy noble, humilde, sumisa y no le gustaban las entrevistas».

#### 1998: Primera aparición en televisión
La primera presentación de Corazón Serrano fue en el programa La movida de los sábados en Panamericana Televisión, aproximadamente en 1998.

### Década del 2000: La transición de Corazón Serrano
A pesar de haberse presentado en televisión, Corazón Serrano no logró atraer la atención periodística. La popularidad de sus figuras individuales como Edwin Guerrero no lograron alcanzar la fama en comparación con otras figuras populares como Johnny Orosco o Makuko. Por otra parte, las referencias femeninas destacadas por aquel entonces recaían en Rossy War, Ruth Karina o Ada Chura.
En el año 2003, Edita Guerrero, ya con veinte años de edad, grabó el tema «Mi chacrita», un éxito de Corazón Serrano que se inspiraba en la vivencia de su tierra. Durante el 2004 lanzaron otro éxito: «Borracha perdida» en la voz de Yrma Guerrero, teniendo con esta canción su primer videoclip musical. Demostrando la influencia de la cultura popular ecuatoriana, Corazón Serrano lanzó, el mismo año, el tema «Bomba chuchaqui», cuya procedencia viene del Valle del Chota (Ecuador).
Para 2007, ocurrieron eventos que aprovecharon la recepción de la población como el resurgimiento de la cumbia en el Perú que consiguió aliarse con la casa Éxitos del Mundo, más la muerte de los integrantes del Grupo Néctar en Argentina y el éxito de «El embrujo» del Grupo Kaliente. Diversas orquestas con un nombre importante en provincias llegaron a Lima para visibilizar nuevos estilos al país entero e intentar conquistar el difícil mercado limeño como lo habían hecho diez años atrás el Grupo Néctar, Armonía 10 y Agua Marina. En ese entonces, Zósimo Valverde se encargó de la producción de los eventos musicales.
Producto de ese nuevo florecer de la cumbia, radioemisoras cambiaron de público y estilo para aprovechar el éxito de este género musical. Es así que grupos como Kaliente, Mallanep, Marisol y La Magia del Norte, Tony Rosado e Internacional Pacífico, Dilbert Aguilar, Hermanos Yaipén, Grupo 5, Caribeños de Guadalupe, Los Villacorta, Orquesta Candela o Súper Kaliente, además de los arriba mencionado consiguieron sonar en todo el país, desde Lima.
A pesar de que Corazón Serrano lanzó el tema del Ecuador llamado «Camino a España», fue rechazado por programadores musicales de país debido a su nombre y aportes andinos a la cumbia.
Pese a ello, la agrupación, con una popularidad reducida en Lima, se limitó a presentarse en la capital como teloneros de los entonces grupos exitosos como Grupo 5, América, Papillón o Caribeños de Guadalupe.
Para el 2009, Corazón Serrano seguía con temas ya interpretados por otros artistas. Adaptaron los temas «Mañana, sueño o pesadilla».
Más adelante se sumó el tema «Eres como la cerveza», logrando una mayor popularidad en Lima.
Así terminado la década del 2000, la agrupación se dedicó a realizar covers más rítmicos como «La loba» en donde debutaría finalmente Lesly Águila.

### 2010:Ven a míyTu ausencia

#### Llegada de Lesly Águila y el contrato con Radio Karibeña
En el 2010 el embarazo de Yrma significó que ella deje, por unos meses, la orquesta y se consiga a una reemplazante. Luego de una intensa búsqueda por el norte del país, la elegida fue Lesly Águila, una joven piurana que convirtió en éxito el tema «Tu ausencia».
Para junio del 2010, Lesly Águila ya formaba parte de la agrupación piurana. Meses antes del ingreso de Lesly, Corazón Serrano consolidó una importante alianza con Corporación Universal, empresa de Higinio Capuñay que posee Radio Karibeña en Lima y en casi un centenar de filiales en provincias.
Si bien las radios limeñas le cerraron las puertas años atrás a la orquesta, la agrupación solo se emitió en Inca Sat pero recibió la oferta de la Radio Karibeña y le dio un espacio significativo a Corazón Serrano. A cambio, debieron transmitir todas sus posteriores primicias en las radios de los Capuñay.
Muchas canciones fueron lanzadas por Karibeña pero ninguno tenía el éxito que se esperaba. Pese a ello, el empresario Higinio Capuñay no perdió la confianza y mantuvo su contrato e inversión vigente, ya que Higinio colocaba a sus integrantes en conciertos importantes como teloneros con una duración importante como para conseguir captar al público limeño.
El tema del momento fue «Tu ausencia», debido a la cantidad de solicitudes en su programación musical. Además, el Mix Pintura Roja, canciones a modo de medley de la agrupación que lleva su nombre, también consiguió un similar éxito a pesar de no recibir la satisfacción completa de su fundador cuando comparó una versión similar por Aguas de Oro.

### 2011-2012:Díganle, la renovación de la agrupación y el ascenso

#### Llegada de Thamara Gómez y Kiara González
En noviembre del 2011, en plena etapa de conquista de Lima, Lesly Águila se integró a La Única Tropical, orquesta que suena en todo el norte del país. Sin embargo, los Guerrero Neyra, en audiciones de varios días, decidieron reemplazarla por Thamara Gómez, quien dijo tener 15 años, cuando en realidad tenía 12. Thamara Gómez se encargó de convertir en éxitos los temas como «Cómo te olvido», «El estúpido» y «Díganle».
Ante el peligro que otro grupo realice una oferta irresistible a Gómez, Corazón Serrano decidió incorporar a una nueva voz femenina en el grupo, Kiara González, una joven chiclayana que convirtió en éxito «Mi corazón está llorándote», lográndose formar el primer cuarteto femenino: Edita, Yrma, Thamara y Kiara. De este año también figuran los temas éxito como «Te necesito» y «La borrachita» en la voz de las hermanas Guerrero Neyra.

#### Salida de Kiara y Lleri: retorno de Lesly Águila
Kiara González, quien se integró a Papillón, fue reemplazada por Lleri Quito, a fin de mantener las cuatro voces femeninas del grupo. Lleri Quito grabó el tema No me haces bien y en un primer momento el tema «Vete». Sin embargo, esta dejó el grupo ante el próximo regreso de Lesly Águila a finales del año 2012, con quien se grabó nuevamente el tema «Vete». Durante su estadía en La Única Tropical, Lesly grabó «Se me ha perdido un corazón», tema propio que consolidó como solista y que el año 2022 volvería a interpretar en Corazón Serrano.

### 2013:Cuatro mentiras, la consolidación de Corazón Serrano

#### Celebración 20.º aniversario en Piura

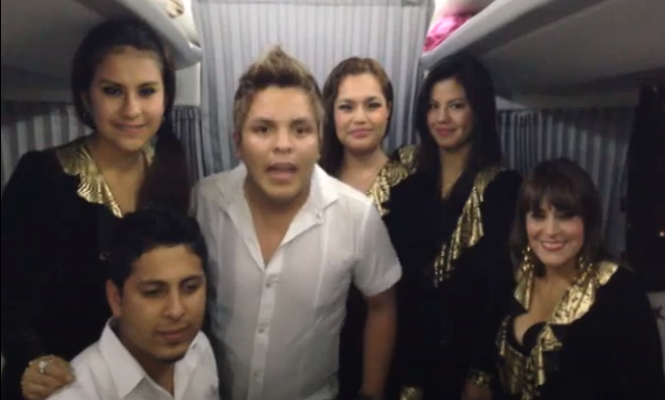
Corazón Serrano en 2013, conformado por los vocalistas Lesly Águila, Thamara Gómez, Estrella Torres, Irma Guerrero y Jorge Chapa, junto al animador Yefri Chunga.

Fue el año 2013 donde Corazón Serrano se consolidó como la mejor agrupación de cumbia del momento, siendo constante desde inicios de ese año. La mayor parte de sus temas recaía en las cuatro voces femeninas: Edita, Yrma, Thamara y Lesly. La agrupación comenzó el año celebrando su vigésimo aniversario en Piura en el Estadio Miguel Grau.

#### Casting de Corazón Serrano
A mediados de agosto, con el embarazo de Edita, Corazón Serrano convocó audiciones para encontrar a una vocalista, ganando en aquel entonces Estrella Torres y quedando en segundo lugar Nickol Sinchi, dejándose de lado la voz de Nickol Sinchi por tener su timbre de voz muy parecido al de Lesly. Corazón Serrano llegó a ser lo más buscado en YouTube por usuarios peruanos el mismo año.
Por otro lado, la agrupación trabajaba en la producción número 21 donde destacan una variedad de temas como «Clavo saca otro clavo», «Decidí vivir sin ti», «Olvídalo corazón», «Se supone», «Te voy a extrañar», «Ya te olvidé» y especialmente el tema «Cuatro mentiras».

#### Último concierto de Edita Guerrero en Lima
La Fiesta de la Unión de Cerveza Cristal en Lima, se realizó el sábado 21 de septiembre, en el Estadio de la Universidad Nacional Mayor de San Marcos. Este concierto significó el último concierto de Edita Guerrero en la capital (Lima). Al concierto se dieron cita a las más grandes estrellas: Agua Marina, Marisol y la Magia del Norte, Rosita de Espinar, Fresialinda, Explosión de Iquitos, siendo Corazón Serrano, el gran estelar.

### 2014: Muerte de Edita Guerrero

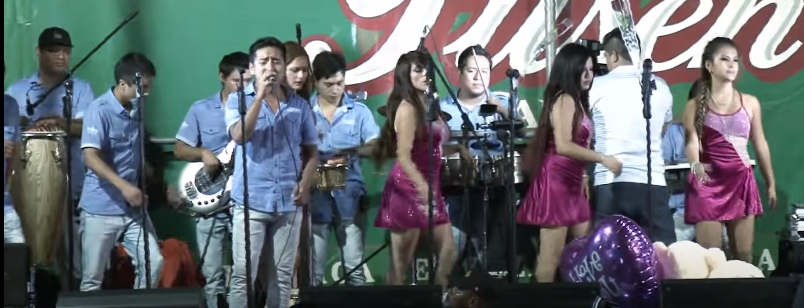
Corazón Serrano en 2014.

#### Celebración del 21.º aniversario Guerrero
Edita Guerrero se retiró temporalmente por el nacimiento de su hija, para regresar al escenario durante la celebración del 21.º aniversario de Corazón Serrano en febrero de ese año en su natal Piura. Esta sería la última presentación de la cantante en la agrupación.

#### Alas al cielo para un corazón serrano
El 1 de marzo del respectivo año a la edad de 30 años falleció Edita Guerrero, fundadora y vocalista del grupo supuestamente por haber sufrido un aneurisma y posterior muerte cerebral. Sin embargo, la necropsia indicó que la muerte de la cantante se debió a otros factores como lesiones en el cuerpo. A su funeral asistieron miles de personas cantando sus canciones. Corazón Serrano le rindió un homenaje.

#### Gran estelar en el 38 Feria del Hogar
La Feria del Hogar, el evento cultural y comercial más grande del Perú cerró su edición número 38, con 18 días de conciertos que, a pesar del difícil acceso al Club Lima de Chorrillos, Corazón Serrano reunió a 20 mil asistentes en el Gran Estelar. Fue este grupo, el que llevó más gente a la feria por encima del cantautor colombiano Carlos Vives. Fue la única vez que se llegó a reunir 20 mil personas, y algunas quedaron fuera del Gran Estelar por un problema de capacidad. Se confirmó que el concierto de Laura Pausini fue uno de los de menos asistencia.

#### La polémica respecto a «la nueva integrante»
A inicios de septiembre, Karla Rodríguez denunció de ser estafada por Corazón Serrano. Después de haber sido presentada en Trujillo, recibió la noticia que no iba a pertenecer al grupo. Lorenzo Guerrero explicó a los medios que la joven no aprobó el casting para pertenecer a la agrupación y que todo era un malentendido. Más adelante, la agrupación presentó como integrante oficial a Naldy Saldaña. Pero ante la polémica de los medios y la investigación de las autoridades, Saldaña se retiró de la agrupación.

#### Llegada de Nickol Sinchi
Tras la salida de la ganadora de la nueva integrante, Corazón Serrano presentó a Nickol Sinchi que volvería a grabar Malo muy malo, que inicialmente fue grabada por Lesly Águila días antes de su retiro.

#### Presentación de «Desde hoy escribiré mi nueva historia»
En diciembre de 2014 se presentó la canción «Desde hoy escribiré mi nueva historia», interpretada por Estrella Torres, cuyo vídeo se filmó en España.

### 2015: Llegada de las Gemelas Urbina
La agrupación presentó a dos jovencitas de 19 años, dos hermanas gemelas piuranas nacidas en Sullana, Ana Claudia y Ana Lucia Urbina. Su presentación oficial fue el 17 de abril de 2015 en la ciudad de Chiclayo, por el aniversario de la misma, en la discoteca Prémium. En noviembre del mismo año, tras su ausencia en algunos conciertos, la gemela Ana Claudia Urbina declara estar en la dulce espera, motivo por el cual se aleja de la orquesta temporalmente ya que al ser madre primeriza necesitaba reposo absoluto. Poco días después, Yrma Guerrero, comunica a sus seguidores que también se encuentra en gestación, y por recomendación médica solo se presentará en algunos conciertos del grupo.

#### Llegada de Susana Álvarado
El 17 de noviembre es presentada de manera oficial la nueva integrante del grupo, Susana Alvarado, una joven piurana de 18 años, exintegrante de la agrupación musical Deleites Andinos de Piura, muy guapa, con mucho talento y potencial. Al poco tiempo de su ingreso, Susana graba dos canciones que rápidamente se han convertido en las favoritas en todo el Perú: «Nos critican» y «No eres único», tema que fue presentado y en donde Susana haría su primera aparición como protagonista de un videoclip del grupo. Tras ver el talento de Susana Alvarado en Deleites Andinos, fue convocada por Lorenzo Guerrero para formar el Encanto de Corazón, y luego de audicionar con el tema "No eres único", dejando buena impresión en los hermanos Guerrero Neyra quienes se encontraban en el estudio aquel momento y destacando el timbre vocal, se optó por dejar en Corazón Serrano. En la actualidad Susana Alvarado es una de las voces representativas del grupo, siendo llamada por sus seguidores "La morena de oro" y haciendo éxitos temas como "El final de este amor" a dueto con Nickol Sinchi, "Mix Morena", "Me haces falta tú" el año 2022 y "Lo Siento". En ella recae además el tema "El estúpido" para ser interpretada en conciertos en vivo, el cual fuera grabado en sus inicios por Thamara Gómez. 

### 2016: Llegada de Sonia Loayza y Victoria Puchuri
En abril de 2016 se presentaron las 2 nuevas voces de Corazón Serrano que son Sonia Loayza y Victoria Puchuri y grabaron 3 canciones: «Hasta la raíz» (Sonia Loayza), "Prometiste volver" (Puchuri) y "Que me quedara" (Puchuri). Meses después, Loayza fue separada del grupo de Corazón Serrano en sus redes sociales como Facebook Corazón Serrano publicó lo siguiente:

Buenas tardes queridos amigos, en esta oportunidad les escribo para comentarles que la Srta. Sonia Loayza, nuestra nueva integrante, se encuentra en una intensiva preparación, puesto que por respeto a ustedes, nos esforzamos por brindarles siempre el mejor de los espectáculos, razón por la cual, ella no estará presente en nuestras próximas presentaciones. 
Consideramos importante que ustedes se encuentren informados de la situación real, a fin de evitar malas interpretaciones.
Les agradecemos su comprensión y apoyo, no sin antes recordarles, que ustedes, nuestro querido público, son nuestra principal motivación.
Dios derrame muchas bendiciones sobre cada uno de ustedes.
¡¡Gracias!!

Tras su salida, Loayza reapareció en el grupo El Encanto de Corazón (grupo creado por Corazón Serrano), en enero de 2017 anuncia su retiro en las redes sociales, que se va del grupo por pequeños malentendidos.
Por otra parte, Puchuri permaneció en la agrupación hasta octubre del 2017, siendo su último concierto en el Complejo Santa Rosa (Lima). Con canciones resaltantes como «Mix Guinda» «Mix Divas» «Se acabó» «Vivir sin ti» o interpretando éxitos de Lesly Águila o Thamara Gómez como «Olvídalo corazón» "Mi corazón está llorandote» o «Mix Cielo Gris»,Puchuri se retiró por problemas de salud por los constantes viajes de la agrupación por el interior del país.
Por la gran acogida por parte de los seguidores, Victoria regresaría unos meses después a la agrupación de los mismos Guerrero Neyra, El Encanto de Corazón, formado a finales de la década, con quien comparte escenarios con Ana Claudia Urbina y Luz Estrella Bances.

### 2018: Retorno de Lesly Águila y salida de Estrella Chanamé
En enero del 2018 regresa una de las primeras cantantes de la agrupación, Lesly Águila. En un comunicado de su cuenta de Facebook, la agrupación señala lo siguiente: «Hola amigos, estamos muy felices de compartir con ustedes el regreso de Lesly Águila a Corazón Serrano. Esperamos disfruten de su gran talento tanto como nosotros».
Tiempo después, exactamente en julio del 2018, Estrella Chanamé se retira de Corazón Serrano. La agrupación, mediante sus redes sociales, da la noticia a todos sus seguidores.

### 2019: Llegada de Isabel Enríquez

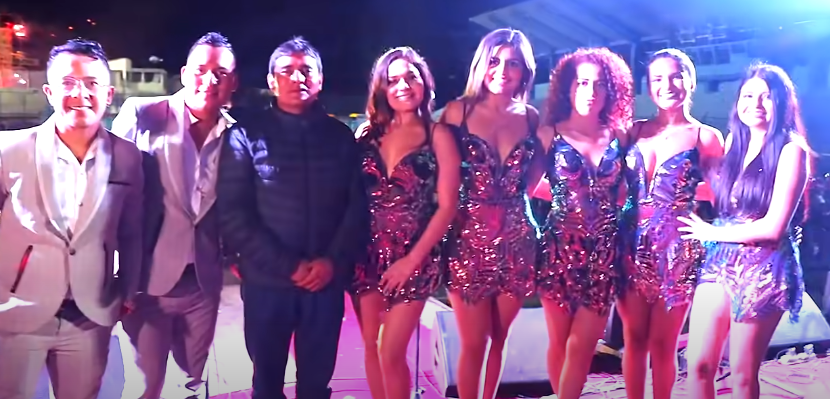
Corazón Serrano en 2019.

En mayo del 2019, la cantante Isabel Enriquez se suma a la delantera de Corazón Serrano. Esto luego de que la Agrupación hiciera un Casting a nivel Nacional.
En 2019 la Agrupación consigue un acuerdo con Sony Music para su distribución internacional.
En 2020 la Agrupación colaboró con Patrick Romantik para el sencillo «No sé nada de amor» con la voz de Lesly Águila. En ese año consolidó su proyección en Países vecinos como Bolivia y Ecuador.
A finales de 2021 se integra una nueva Voz a la Agrupación y se lanza su sencillo en versión en vivo «Mix Zúmbalo», con la Vozde Kiara Lozano, que recibió halagos del productor original Luis Alva. La agencia Andina reportó posteriormente que la Agrupación alcanzó el Millardo de reproducciones en su cuenta de YouTube, la primera agrupación en conseguirlo.

### 2022: Homenaje a Edita Guerrero
En 2022 se realizó un Concierto virtual "Homenaje a Edita Guerrero", concierto que reunió a exintegrantes como Estrella Torres, Thamara Gómez, Victoria Puchuri, Estrella Chanamé, Melanie Guerrero (vocalista de El Encanto de Corazón y Sobrina de Edita), Ana Claudia Urbina e Isabel Enriquez, quien fue invitada y no pudo asistir. Una interpretación es la canción "Muriendo de Amor" en la voz de Yrma Guerrero al inicio, primer coro actuales integrantes, segunda parte en la voz original y versión acústica de Edita Guerrero para finalizar en la interpetación de las actuales y exintegrantes de Corazón Serrano.
En ese año Corazón Serrano retomó su gira nacional e internacional, que estaba prevista para antes de la pandemia, de éxitos musicales intergeneracionales, bajo el título El corazón que no deja de latir. Además de países cercanos como Bolivia, Ecuador, se planteó incluir México, Estados Unidos y Europa.

### 2023: Los 30 años, entrada de Edu Boluarte, Cielo Heredia, salida de Nickol Sinchi y entrada de Briela Cirilo
Poco antes de celebrar el trigésimo aniversario, es la primera vez en la historia de la agrupación que la delantera se extiende a 7 chicas con la llegada de Cielo Heredia, una joven chiclayana que entró al grupo temporalmente tras la posible salida de Nickol Sinchi, más la venida de Edu Boluarte, un concursante de La Voz Perú como lo fueron las gemelas Urbina.
El trigésimo aniversario se celebró por todo lo alto en Lima y contó con siete voces principales, además de las voces masculinas de Edwin y Edu. Vinieron artistas invitados como Farik Grippa y Milena Warthon, que interpretó el tema más popular de Edita Guerrero, «Muriendo de amor».
El 28 de febrero luego de 9 años de haber pertenecido a la agrupación Nickol Sinchi anuncia su retiro de Corazón Serrano agradeciendo a sus aficionados por estar siempre apoyando su talento «Ha sido un honor y un orgulloso haber pertenecido a Corazón Serrano un saludo especial para mi hijito, toda decisión que tomo es por él, porque pienso en él y porque lo amo muchísimo» expresó la cantante durante su última presentación.
Tanto Edu como Cielo grabaron cada uno un tema en solitario en estudio los cuales fueron «Intentalo tú» y «Dime como duele». Tras 6 meses de haber ingresado a la Agrupación, Cielo anuncia su retiro de la agrupación por motivos de continuar con sus estudios universitarios.
En agosto de 2023 Ingresa Briela Cirilo a la agrupación, y canta temas como el "Mix Corazón Mentiroso" acompañado de Ana Lucia Urbina y otros éxitos cantados por Thamara Gómez como "Diganle" y "Como se olvida"
Finalmente, el cantante Edu Baluarte también anunció su salida de la agrupación en diciembre de 2023.

### 2024: Firma con Sony Music y entrada de Milagros Díaz
A finales de enero, la nueva voz de Corazón Serrano es Milagros Díaz, después de que la cantante Briela Cirilo se retirara del grupo, aunque finalmente regresó y permanece en la agrupación en la actualidad.
Tras más de 30 años de carrera musical, Corazón Serrano firmó con Sony Music, alegando que, según ellos, son el grupo con mayor presencia musical en el país y que la discográfica les exigió acercarse al género pop para llegar a audiencias internacionales. El primer sencillo producido por Sony es «Empecemos de cero», que se lanzó en ese año cantado por Briela Cirilo. Además, la agrupación presentó un álbum recopilatorio de todo su catálogo, cuyas canciones fueron regrabadas por la formación actual de la banda.

### 2025: Cielo Fernandez
En 2025, la agrupación celebró su Aniversario 32 con todas las entradas vendidas en el Estadio San Marcos, presentando a su nueva y octava intregrante Cielo Fernandez, llegada de su anterior agrupación Son del Duke y con la participación estelar de sus invitados Dina Páucar, Yarita Lizeth, Miriam Cruz y la emblemática agrupación Armonía 10.
El 31 de diciembre de 2024, Corazón serrano publicó su primera canción del 3er album de Recuerdos del Corazón, más adelante, entre el 14 y 15 de febrero, continuó con la lista y se apreciaron varios temas que el público desde hace tiempo pedia que regrabe la agrupación. Muchos de estos fueron «Mi corazón está llorandote», «Es tarde para amarnos», «Vida entera» y «Renunciemos al amor».

## Giras internacionales

### 2014

#### Gira internacional en Chile
A una semana de la partida de Edita Guerrero, Corazón Serrano viajó a Chile para realizar un gira de presentaciones siendo una en Antofagasta y dos en la capital, Santiago de Chile.

Sé que mi hermana estaba emocionada con este viaje, así que la estamos pensando con esto.
Irma Guerrero.

#### Gira internacional en los Estados Unidos
Corazón Serrano fue hasta Estados Unidos para realizar una gira para la comunidad peruana en ese país. Su primer destino fue Maryland en 2014.

## Miembros

### Vocalistas
- Edwin Guerrero (1993-presente) propietario
- Yrma Guerrero (1996-presente) propietaria
- Lesly Águila (2010-2011, 2012-2014, 2018-presente)
- Ana Lucia Urbina (2015-presente)
- Susana Alvarado  (2015-presente)
- Kiara Lozano (2021-presente)
- Briela Cirilo (2023-2024, 2024-presente)
- Milagros Díaz (2024-presente)
- Cielo Fernández (2025-presente)

### Orquesta
- Jhon Chumo "Jhon Peña" (timbales)
- Danny Morales Palacios "Piedrita Drums" (batería eléctrica)
- Pedro Arroyo (bajo)
- Jorge León (congas)
- (bongós/campana/caja vallenata)
- Alexander Hurtado (primera guitarra)
- Frank Pasapera (teclado/piano/acordeón)
- Henry Patiño (teclado/piano)
- Edwin Guerrero (teclado/piano)

### Ex vocalistas
- Kiara González (2011-2012)
- Renzo Palacios (2009 - 2011)
- Lleri Quito (2012)
- Stalin Zapata (2011- 2012)
- Kerwin Puicon (2013 - 2014)
- Luis Castillo (2013)
- Edita Guerrero (†) (1996-2014)
- Naldy Saldaña (2014)
- Thamara Gómez (2011-2016)
- Estrella Torres (2013-2015)
- Ana Claudia Urbina (2015)
- Sonia Loayza (2016)
- Jorge Chapa (2010-2016)
- Victoria Puchuri (2016-2017)
- Estrella Chanamé (2017-2018)
- Frank Ríos (2009-2012, 2017-2019)
- Isabel Enriquez (2018-2020)
- Edwin Morales (2019-2021)
- Nickol Sinchi (2014-2023)
- Cielo Heredia (2023)
- Edu Baluarte (2023)

### Animador
- Dani Daniel (2020-presente)
- Max Aguirre (2017-2020)
- Yefri Chunga (2010-2017)
- Rafael Calle (2006-2010)

### Director musical
- Edwin Guerrero

## Discografía
- 1997: Solo para ti
- 1999: Quiéreme sin condición
- 2000: Arrepentida
- 2001: Mujercita buena
- 2010: Tu ausencia
- 2011: Corazón corazoncito
- 2013: Voy a vivir para ti
- 2014: Gran colección de éxitos
- 2014: Pacaipampa - Piura
- 2015: Late más fuerte
- 2016: No deja de latir
- 2016: Que viva el amor
- 2017: Volverás
- 2018: Primicias 2018
- 2018: En vivo en Piura
- 2018: Un angelito más de
- 2021: Tan solo tú
- 2023: 30 Años (En Vivo)
- 2024: Recuerdos del Corazón Vol. 1, Vol. 2 y Vol. 3
- 2025: Recuerdos del Corazón Vol. 3